# 呉錦三郎
呉錦 三郎（くれにしき さぶろう、1906年4月6日 - 1944年5月16日）は、広島県呉市出身で出羽海部屋に所属した昭和時代の元大相撲力士。本名は金谷 三郎。最高位は十両6枚目。

## 経歴
出羽ノ海部屋に入門し、1922年1月で初土俵を踏む。1931年1月十両に昇進したが、2勝9敗と負け越し、同地位にあった翌3月も2敗9休と連続で負け越して幕下に落ちた。1933年5月十両に復帰し6勝5敗と勝ち越し、翌1934年1月は全休で再び幕下に落ちてからは十両に復帰できなかった。1940年1月に廃業。1944年死去。
1933年に沖ツ海福雄がフグ中毒で急死したとき同席していたが、彼は一命をとりとめた。